# پارک خورشیدی باواریا
پارک خورشیدی باواریا یک نیروگاه خورشیدی با توان تولیدی ۱۰ مگاوات است که در سال ۲۰۰۵ میلادی افتتاح شد.